# مییکوویتسا
مییکوویتسا (به صربی: Miljkovica) یک منطقهٔ مسکونی در صربستان است که در پروکوپلیه واقع شده‌است. مییکوویتسا ۶۲ نفر جمعیت دارد.